# Liste der Komponisten/H

## Ha
- Hanno Haag (1939–2005)
- Johannes Haarklou (1847–1925)
- Georg Friedrich Haas (* 1953)
- Joseph Haas (1879–1960)
- Pavel Haas (1899–1944)
- Polo de Haas (* 1933)
- Alois Hába (1893–1973)
- Karel Hába (1898–1972)
- Antoni Habel (1760–1831)
- Ernst Haberbier (1813–1869)
- Yoshio Hachimura (1938–1985)
- Widmar Hader (1941–2023)
- Manos Hadjidakis (1925–1994)
- Henry Kimball Hadley (1871–1937)
- Patrick Hadley (1899–1973)
- Paraškev Hadžiev (1912–1992)
- Friedrich Haeffner (1759–1833)
- Eilert Hægeland (1951–2004)
- Rafaël D’Haene (* 1943)
- Charles Haenni (1867–1953)
- Werner Haentjes (1923–2001)
- Georg Haentschel (1907–1992)
- Gerhard Hafner (* 1974)
- William Edwin Haesche (1867–1929)
- Guđmundur Hafsteinsson (* 1953)
- Gustav Hägg (1867–1925)
- Jacob Adolf Hägg (1850–1928)
- Bernhard Joachim Hagen (1720–1787)
- Reynaldo Hahn (1874–1947)
- Karl Haidmayer (1927–2021)
- Adolphus Hailstork (* 1941)
- Franz Sebastian Haindl (1727–1812)
- Georg Hajdu (* 1960)
- André Hajdu (1932–2016)
- Lorant Hajdu (* 1937)
- Mihály Hajdú (1909–1990)
- Alexei Hajew (1914–1994)
- Knut Håkanson (1887–1929)
- Naji Hakim (* 1955)
- Talib Rasul Hakim (1940–1988)
- David Haladjian (* 1962)
- Václav Hálek (1937–2014)
- Fromental Halévy (1799–1862)
- Cristóbal Halffter (1930–2021)
- Ernesto Halffter (1905–1989)
- Rodolfo Halffter (1900–1987)
- Carl-Axel Hall (* 1947)
- Bengt Hallberg (1932–2013)
- Skúli Halldórsson (1914–2004)
- Andreas Hallén (1846–1925)
- Hans Peter Haller (1929–2006)
- Hermann Haller (1914–2002)
- Michael Haller (1840–1915)
- Hafliði Hallgrímsson (* 1941)
- Adolph Hallis (1896–1987)
- Hilding Hallnäs (1903–1984)
- Ivar Hallström (1826–1901)
- August Halm (1869–1929)
- László Halmos (1909–1997)
- Edmund Halpern (1921–1991)
- Johan Halvorsen (1864–1935)
- Henri Hamal (1744–1820)
- Jean-Noël Hamal (1709–1778)
- Bernhard Hamann (1909–1968)
- András Hamary (* 1950)
- Bengt Hambraeus (1928–2000)
- Eero Hämeenniemi (* 1951)
- Peter Michael Hamel (* 1947)
- Asger Hamerik (1843–1923)
- Ebbe Hamerik (1898–1951)
- Iain Hamilton (1922–2000)
- Franz Xaver Hammer (1741–1817)
- Richard Hammer (1828–1907)
- Andreas Hammerschmidt (1612–1675)
- Johan Hammerth (* 1953)
- Philip Hammond (* 1951)
- Hans Hampel (1822–1884)
- Georg Friedrich Händel (1685–1759)
- Johann Nicolaus Hanff (1663–1711)
- Karl Hanke (1750–1803)
- Roger Hannay (1930–2006)
- Ann-Elise Hannikainen (1946–2012)
- Ilmari Hannikainen (1892–1955)
- Pekka Juhani Hannikainen (1854–1924)
- Väinö Hannikainen (1900–1960)
- Bernd Hänschke (* 1948)
- Johannes Hansen (1915–1985)
- Wilhelm Hanser (1738–1796)
- Howard Hanson (1896–1981)
- Raymond Hanson (1913–1976)
- Holger Hantke (* 1951)
- Jan Hanuš (1915–2004)
- Algot Haquinius (1886–1966)
- Hiroshi Hara (1933–2002)
- John Harbison (* 1938)
- Jacques Hardel (um 1643–1678)
- Henri Hardouin (1727–1808)
- Johann Daniel Hardt (1696–1763)
- Henry Hargrave (1720–1780)
- Aharon Harlap (* 1941)
- Johannes Harneit (* 1963)
- Otto Siegfried Harnisch (um 1568–1623)
- Edward Harper (1941–2009)
- Clement Hugh Gilbert Harris (1871–1897)
- David Harris
- Donald Harris (1931–2016)
- Ross Harris (* 1945)
- Roy Harris (1898–1979)
- Lou Harrison (1917–2003)
- Tibor Harsányi (1898–1954)
- Fritz Hart (1874–1949)
- Philip Hart (* um 1674–1749)
- Heinz Friedrich Hartig (1907–1969)
- Emil Hartmann (1836–1898)
- Friedhelm Hans Hartmann (1963–2023)
- Johann Peter Emilius Hartmann (1805–1900)
- Karl Amadeus Hartmann (1905–1963)
- Ludwig Hartmann (1836–1910)
- Paul Hartmann (auch Pater Paul Hartmann von An der Lan-Hochbrunn) (1863–1914)
- Hamilton Harty (1879–1941)
- Eugene Hartzell (1932–2000)
- Jonathan Harvey (1939–2012)
- Basil Harwood (1859–1949)
- Yoshio Hasegawa (1907–1981)
- Josef Haselbach (1936–2002)
- Franz Hasenöhrl (1885–1970)
- Klaus Hashagen (1924–1998)
- Kunihiko Hashimoto (1904–1949)
- Hans Leo Hasler (auch Haßler oder Hassler) (1564–1612)
- Johann Adolph Hasse (1699–1783)
- Nicolaus Hasse (nach 1600–1670)
- Peter Hasse der Ältere (1585–1640)
- Alphonse Hasselmans (1845–1912)
- Johann Wilhelm Häßler (1747–1822)
- Franz Xaver Hassl (1708–1757)
- Juraj Hatrík (1941–2021)
- Edu Haubensak (* 1954)
- Roman Haubenstock-Ramati (1919–1994)
- Joseph Meunier d’Haudimont (1751 bis ca. 1789)
- Josef Matthias Hauer (1883–1959)
- Johann Christian Hauff (1811–1891)
- Herbert Haufrecht (1909–1998)
- Halvor Haug (1952–2025)
- Hans Haug (1900–1967)
- Günter Hauk (1932–1979)
- Carl August Haupt (1810–1891)
- Moritz Hauptmann (1792–1868)
- Siegmund von Hausegger (1872–1948)
- John Haussermann (1909–1986)
- Valentin Haussmann (um 1540 bis um 1612)
- Joachim Havard de la Montagne (1927–2003)
- Svatopluk Havelka (1925–2009)
- Gerhardus Havingha (1696–1753)
- John Hawkins (1944–2007)
- Diana Pereira Hay (* 1932)
- Komei Hayama (* 1932)
- Fumio Hayasaka (1914–1955)
- Gilles Henri Hayne (1590–1650)
- Bruce Haynes (1942–2011)
- Hikaru Hayashi (1931–2012)
- Joseph Haydn (1732–1809)
- Michael Haydn (1737–1806)
- Gary Hayes (* 1948)
- Paul Hayes (* 1951)
- Philip Hayes (1738–1797)
- William Hayes (1708–1777)
- Nicola Francesco Haym (um 1678–1729)
- Gilles Hayne (1590–1650)
- Hayne van Ghizeghem (um 1445 bis zwischen 1472 und 1497)
- Sorrel Hays (1941–2020)
- Roberto Hazon (1930–2006)

## He
- Luting He (1903–1999)
- Christopher Headington (1930–1996)
- John Hebden (1712–1765)
- Guntram Hecht (1923–2018)
- Herbert Hechtel (1937–2014)
- Markus Hechtle (* 1967)
- Wolff Heckel (um 1515-nach 1562)
- Anthony Hedges (1931–2019)
- Åse Hedstrøm (* 1950)
- Lennart Hedwall (* 1932)
- David Philip Hefti (* 1975)
- Friedrich Hegar (1841–1927)
- Magne Hegdal (* 1944)
- Robert Heger (1886–1978)
- Wolfram Heicking (1927–2023)
- Bernhard Heiden (1910–2000)
- Werner Heider (* 1930)
- Peter Heilbut (1920–2005)
- Anton Heiller (1923–1979)
- Anton Heilmann (1910–1993)
- Harald Heilmann (1924–2018)
- Chrysologus Heimes (1765–1835)
- Johann David Heinichen (1683–1729)
- Paavo Heininen (1938–2022)
- Mikko Heiniö (* 1948)
- Gustav Heintze (1879–1946)
- Peter Heise (1830–1879)
- Hermann Heiß (1897–1966)
- Walter Hekster (1937–2012)
- Jan Theobald Held (1770–1851)
- Georges de la Hèle (1547–1587)
- Hans Helfritz (1902–1995)
- Hallgrimur Helgason (1914–1994)
- Pieter Hellendaal (1721–1799)
- Barbara Heller (* 1936)
- Richard Heller (* 1954)
- Stephen Heller (1813–1888)
- Lupus Hellinck (1494 bis um 1541)
- Joseph Hellmesberger d. J. (1855–1907)
- Everett Helm (1913–1999)
- Charles-Joseph van Helmont (1715–1790)
- Adrien-Joseph van Helmont (1747–1830)
- Hans G Helms (1932–2012)
- Robert Maximilian Helmschrott (* 1938)
- Robert Helps (1928–2001)
- Oscar van Hemel (1892–1981)
- Sigmund Hemmel (um 1520–1565)
- Bernhard Hemmerle (* 1949)
- Christoph Hempel (* 1946)
- Gerard Hengeveld (1910–2001)
- Michael Henkel (1780–1851)
- Hans Henkemans (1913–1995)
- Christian Henking (* 1961)
- Johann Baptist Henneberg (1768–1822)
- Alexander Joachim Hennings (* 1973)
- Roger Henrichsen (1876–1926)
- Jean-Claude Henry (1934–2024)
- Fini Henriques (1867–1940)
- Pierre Henry (1927–2017)
- Fanny Hensel geb. Mendelssohn (1805–1847)
- Adolf Henselt (1814–1889)
- Johan Hentzschel (17. Jahrhundert)
- Bruno Henze (1900–1978)
- Carl Henze (1872–1946)
- Hans Werner Henze (1926–2012)
- Robert Heppener (1925–2009)
- Johann von Herbeck (1831–1877)
- Robert Herberigs (1886–1974)
- Victor Herbert (1859–1924)
- Valentin Herbing (1735–1766)
- Johann Andreas Herbst (1588–1666)
- Jörg Herchet (* 1943)
- Franz Jochen Herfert (* 1955)
- Heriger von Lobbes (um 940 bis um 1007)
- Nikolaus Herman (1480/1500–1561)
- Vasile Herman (1929–2000)
- Hans Hermann (1870–1931)
- Sven Hermann (* 1974)
- Åke Hermanson (1923–1996)
- Hermilio Hernández (1931–2008)
- Gisela Hernández Gonzalo (1912–1971)
- Rhazes Hernández-López (1918–1991)
- Eduardo Hernández Moncada (1899–1995)
- Ferdinand Hérold (1791–1833)
- François-Joseph Hérold (1755–1802)
- Johannes Herold (um 1550–1603)
- Johann Theodor Herold (um 1660–1720)
- Markus Herr (* 1982)
- Joseph Herrando (1720/1721–1763)
- Manuel Herrarte (1924–1964 oder 1974)
- Kurt Herrlinger (1918–2003)
- Bernard Herrmann (1911–1975)
- Hugo Herrmann (1896–1967)
- Karl August Hermann (1851–1909)
- Peter Herrmann (1941–2015)
- Wilhelm Herschel (1738–1822)
- Johann Wilhelm Hertel (1727–1789)
- Paul Hertel (* 1953)
- Hervé (Florimond Ronger) (1825–1892)
- Antoine Hervé (* 1959)
- Henri Herz (1803–1888)
- Heinrich von Herzogenberg (1843–1900)
- Hans-Joachim Hespos (1938–2022)
- Ernst Hess (1912–1968)
- Willy Hess (1906–1997)
- Adolf Friedrich Hesse (1809–1863)
- Lutz-Werner Hesse (* 1955)
- Alexander Friedrich von Hessen (1863–1945)
- Kurt Hessenberg (1908–1994)
- Matthias Hettmer (* 1973)
- Jacques Hétu (1938–2010)
- Richard Heuberger (1850–1914)
- Detlef Heusinger (* 1956)
- James Hewitt (1770–1827)
- Thomas Christoph Heyde (* 1973)
- Petrus Heydorn (um 1660 bis um 1720)
- Manfred Heyl (1908–2001)
- Hans Werner Heymann (* 1946)
- Werner Richard Heymann (1896–1961)
- Volker Heyn (* 1938)

## Hi
- John Hingeston (um 1600–1683)
- Juan Hidalgo (um 1612–1685)
- Manuel Hidalgo (* 1956)
- Johann Baptist Hilber (1891–1973)
- Anders Hillborg (* 1954)
- Hildegard von Bingen (1098–1179)
- Alfred Hill (1869–1960)
- Edward Burlingame Hill (1872–1960)
- Frank Hill (* 1957)
- Jackson Hill (* 1941)
- Ferdinand Hiller (1811–1885)
- Friedrich Adam Hiller (1767–1812)
- Johann Adam Hiller (1728–1804)
- Lejaren Hiller (1924–1994)
- Wilfried Hiller (* 1941)
- Friedrich Heinrich Himmel (1765–1814)
- Paul Hindemith (1895–1963)
- Rudolf Hindemith (1900–1974)
- Hajo Hinrichs (1911–2001)
- Ferdinand Ignaz Hinterleithner (1659–1710)
- Ewaldt Hintz (1613–1668)
- Stefan Hippe (* 1966)
- Kozaburo Hirai (1910–2002)
- Kishio Hirao (1907–1953)
- Theodor Hirner (1910–1975)
- Rozalie Hirs (* 1965)
- Cornelius Hirsch (* 1954)
- Hans Ludwig Hirsch (* 1937)
- Hugo Hirsch (1884–1961)
- Caspar René Hirschfeld (* 1965)
- Žiga Hirschler (1894–1941)
- Jim Hiscott (* 1948)

## Hj
- Ole Hjellemo (1873–1938)

## Hl
- Miroslav Hlaváč (1923–2008)
- Emil Hlobil (1901–1987)
- Theodor Hlouschek (1923–2010)

## Ho

### Hoa–Hok
- Christopher Hobbs (* 1950)
- Francesco Hoch (* 1943)
- Stanislav Hochel (* 1950)
- Wolfgang Hochstein (* 1950)
- Carl Höckh (1707–1773)
- Alun Hoddinott (1929–2008)
- Johann Georg Hospodsky (um 1799–1845)
- Arthur Hoérée (1897–1986)
- Harry Höfer (1921–2007)
- Finn Høffding (1899–1997)
- Paul Höffer (1895–1949)
- Konrad Höffler (1647–1705)
- E. T. A. Hoffmann (1776–1822)
- Richard Hoffmann (1831–1909)
- Richard Hoffmann (1925–2021)
- Robin Hoffmann (* 1970)
- Franz Anton Hoffmeister (1754–1812)
- Paul Hofhaimer (1459–1537)
- Srđan Hofman (1944–2021)
- Heinrich Hofmann (1842–1902)
- Józef Hofmann (1876–1957)
- Leopold Hofmann (1738–1793)
- Richard Hofmann (1844–1918)
- Wolfgang Hofmann (1922–2003)
- Wolfgang Hohensee (1927–2018)
- Christoph Hohlfeld (1922–2010)

### Hol
- Richard Hol (1825–1904)
- Anthony Holborne (um 1545 bis 1602)
- Joseph Holbrooke (1878–1958)
- Theodor Holdheim (1923–1985)
- Hanns Holenia (1890–1972)
- Hans Holewa (1905–1991)
- Guillermo Uribe Holguín (1880–1971)
- Gustav Hollaender (1855–1915)
- Victor Hollaender (1866–1940)
- Dulcie Holland (1913–2000)
- Alexis Hollaender (1840–1924)
- Herman Hollanders (um 1595 bis um 1640)
- Karl Höller (1907–1987)
- York Höller (* 1944)
- Donald Russel Hollier (* 1934)
- Heinz Holliger (* 1939)
- Robin Holloway (* 1943)
- Kristin Holm (* 1965)
- Peder Holm (1926–2020)
- Joseph Hollman (1852–1926)
- Vagn Holmboe (1909–1996)
- Augusta Holmès (1847–1903)
- Ladislav Holoubek (1913–1994)
- Gustav Holst (1874–1934)
- Franz von Holstein (1826–1878)
- Jean-Paul Holstein (* 1939)
- Adriana Hölszky (* 1953)
- Simeon ten Holt (1923–2012)
- Simon Holt (* 1958)
- Bo Holten (* 1948)
- Karl von Holten (1836–1912)
- Iver Holter (1850–1941)
- Josquinus ab Holtzen († 1657)
- Ignaz Holzbauer (1711–1783)
- Gerhard Holzer (1932–2006)
- Emil Holz (1898–1967)
- Eres Holz (* 1977)
- Rodolfo Holzmann (1910–1992)

### Hom–Hoz
- Gottfried August Homilius (1714–1785)
- Joaquín Homs (1906–2003)
- Leontzi Honauer (um 1735 bis um 1790)
- Arthur Honegger (1892–1955)
- Romualdo Honorio (um 1610 bis um 1645)
- Jef van Hoof (1886–1959)
- James Hook (1746–1827)
- John Michael Hooke (* 1946)
- Antony Hopkins (1921–2014)
- Charles Jerome Hopkins (1836–1898)
- Václav Emanuel Horák (1800–1871)
- Pehr Hörberg (1746–1816)
- Johann Heinrich Hörmann (1694–1763)
- Matthias Horndasch (1961–2015)
- David Horne (* 1970)
- James Horner  (1953–2015)
- Anthon van der Horst (1899–1965)
- Zoltán Horusitzky (1903–1985)
- Stanko Horvat (1930–2006)
- Josef Maria Horvath (1931–2019)
- Michael Horwood (* 1947)
- Toshio Hosokawa (* 1955)
- Aminoullah André Hossein (1907–1983)
- John Hothby (um 1410–1487)
- Nicolas Hotman (1610–1663)
- Jacques-Martin Hotteterre (1674–1763)
- Joachim van den Hove (1567–1620)
- Luc van Hove (* 1957)
- Alan Hovhaness (1911–2000)
- Egil Hovland (1924–2013)
- Leslie Howard (* 1948)
- Herbert Howells (1892–1983)
- Edgar Howhannisjan (1930–1998)
- Simon Howhannisjan (* 1940)
- Gagik Howunz (1930–2019)
- Karl Hoyer (1891–1936)
- Vic Hoyland (* 1945)
- Balduin Hoyoul (um 1548–1594)

## Hr
- Leonid Hrabowskyj (* 1935)
- Alexandru Hrisanide (1936–2018)
- Stevan Hristić (1885–1958)
- Ivan Hrušovský (1927–2001)

## Hs
- Hsing-Hai Hsien (1905–1945)
- Tsang-Houei Hsu (1929–2001)

## Hu
- Wolodymyr Huba (1938–2020)
- Jenő Hubay (1858–1937)
- Jean Hubeau (1917–1992)
- Hans Huber (1852–1921)
- Klaus Huber (1924–2017)
- Margarete Huber (* 1980)
- Nicolaus A. Huber (* 1939)
- Klaus K. Hübler (1956–2018)
- George Hudson († 1672)
- Georges Hüe (1858–1948)
- Kurt Anton Hueber (1928–2008)
- Francisco Trinidad Huerta (1800–1874)
- Wolfgang Hufschmidt (1934–2018)
- Alex Hug (* 1943)
- Pierre Hugard (1726–1761)
- Georges Hugon (1904–1980)
- Charles Huguenin (1870–1939)
- Candelario Huízar (1882–1970)
- Nicolas-Joseph Hüllmandel (1756–1823)
- Keith Humble (1927–1995)
- Tobias Hume (1569–1645)
- Gerald Humel (1931–2005)
- Pelham Humfrey (1647–1674)
- Bertold Hummel (1925–2002)
- Franz Hummel (1939–2022)
- Johann Nepomuk Hummel (1778–1837)
- Engelbert Humperdinck (1854–1921)
- Hans Humpert (1901–1943)
- Hans Ulrich Humpert (1940–2010)
- John Humphries (um 1707– um 1740)
- Josef František Hunke (1802–1883)
- Franz Hünten (1792–1878)
- Jean Huré (1877–1930)
- Conrad Friedrich Hurlebusch (um 1696–1765)
- William Hurlstone (1876–1906)
- Ilja Hurník (1922–2013)
- Leopold Hurt (* 1979)
- Alf Hurum (1882–1972)
- Karel Husa (1921–2016)
- Henry Holden Huss (1862–1953)
- Mathias Husmann (* 1948)
- Lajos Huszár (* 1948)
- Jenő Huszka (1875–1960)
- Frank Hutchens (1892–1965)
- Alfred Huth (1892–1971)
- Wouter Hutschenruyter (1796–1878)
- Anselm Hüttenbrenner (1794–1868)
- Albert Huybrechts (1899–1938)
- Constantin Huygens (1596–1687)

## Hv
- Ketil Hvoslef (* 1939)

## Hy
- Miriam Hyde (1913–2005)
- Oliver Hynes (* 1946)